# Perinereis bajacalifornica
Perinereis bajacalifornica är en ringmaskart som beskrevs av Gonzalez och Solis-Weiss 1998. Perinereis bajacalifornica ingår i släktet Perinereis och familjen Nereididae. Inga underarter finns listade i Catalogue of Life.